# دین در آلمان

اقرار به دین در آلمان بر اساس سرشماری سال ۲۰۱۱ با استفاده از سؤال خوداظهاری آبی: اکثریت پروتستان سبز: اکثریت کاتولیک قرمز: اکثریت غیر مذهبی / غیر وابسته به کلیسا سایه‌های تیره اکثریت بین ۵۰ تا ۷۵ درصد را نشان می‌دهد در حالی که تاریک‌ترین سایه‌ها نشان دهنده اکثریت مطلق با بیش از ۷۵ درصد است.

مسیحیت بزرگترین دین در آلمان است و با تغییر مذهب اولین قبایل ژرمنی در قرن چهارم به منطقه آلمان مدرن وارد شد. این منطقه در زمان شارلمانی در قرن ۸ و ۹ کاملاً مسیحی شد. پس از اصلاحات آغاز شده توسط مارتین لوتر در اوایل قرن شانزدهم، بسیاری از مردم کلیسای کاتولیک را ترک کردند و پروتستان، عمدتاً لوتری و کالونیست شدند.
امروزه در حدود ۵۵٪ از جمعیت خود را مسیحی می‌شناسانند، با این حال تنها ۱۰٪ از مردم آلمان می‌گویند که آنها مطلقاً مطمئناً به خدا اعتقاد دارند و ۵۰٪ می‌گویند که آنها کمتر با اطمینان به خدا اعتقاد دارند. حدود نیمی از مسیحیان در آلمان کاتولیک هستند، عمدتاً کاتولیک‌های لاتین. کاتولیسیزم در قسمت جنوبی و غربی کشور قویتر است. تقریباً نیمی به کلیسای انجیلی آلمان (EKD) غالب در مناطق شمالی تعلق دارند و بقیه به چندین فرقه کوچک مسیحی مانند کلیسای آزاد انجیلی لوتری، کلیسای ارتدکس شرقی یا شاهدان یهوه. ۳.۵٪ از ساکنان آلمان مسلمان هستند، در حالی که آیین‌های بسیار کوچکتر شامل آیین بودا، یهودیت، هندوئیسم و یزیدیسم هستند. بقیه مردم به هیچ کلیسایی وابسته نیستند و بسیاری از آنها بی دین، ندانم گرا یا غیر مذهبی هستند.
جمعیت‌شناسی دین در آلمان بسته به منطقه و سن بسیار متفاوت است. افراد غیر مذهبی اکثریت را در برخی از شهرهای بزرگ آلمان، از جمله برلین و هامبورگ، و اکثریت مطلق ۷۰–۸۰٪ را در ایالت‌های شرقی آنچه بین ۱۹۴۹ تا ۱۹۹۰ آلمان شرقی بود، تشکیل می‌دهند. در مقابل، مناطق روستایی ایالت‌های غربی که در همان دوره آلمان غربی بوده‌است، مذهبی‌تر هستند و برخی از مناطق روستایی بسیار مذهبی هستند.
دین در آلمان (سرشماری 2022)

## جمعیت‌شناسی
امروزه، پروتستانیسم در شمال و کاتولیسیزم در جنوب و غرب متمرکز شده‌است، در حالی که افراد بی دین در شرق متمرکز شده‌اند، که در آن اکثریت جمعیت را تشکیل می‌دهند، و در شمال و غرب کشور، در کلان‌شهرها تعدادشان قابل توجه است. با زوال مسیحیت در اواخر قرن بیستم و اوایل قرن بیست و یکم، که در شرق با الحاد رسمی جمهوری دموکراتیک آلمان سابق برجسته شد، اکنون ایالت‌های شمال شرقی آلمان بیشتر غیرمذهبی اند (۷۰٪)، و بسیاری از مردمی که آنجا زندگی می‌کنند اگنوستیک و خداناباور هستند.
مهاجرت‌ها در اواخر قرن بیستم و اوایل قرن بیست و یکم آیین‌های جدیدی از جمله مسیحیت ارتدکس و اسلام را به آلمان آورد. مسیحیت ارتدکس در میان یونانیان، صرب‌ها، روس‌ها، رومانیایی‌ها و سایر جوامع مهاجرپذیر وجود دارد. اکثر مسلمانان سنی و علوی با منشأ ترکی هستند، اما تعداد کمی از مسلمانان شیعه و جریان‌های دیگر وجود دارد. بعلاوه، آلمان سومین جمعیت یهودی اروپا را (بعد از فرانسه و انگلستان) دارد.

### ارقام کلیسا و برآوردهای دیگر
فقط برخی از گروه‌های مذهبی ارقام به روز شده مربوط به عضویت رسمی خود را منتشر می‌کنند و این نوع داده‌ها برای اخذ مالیات از عضویت ثبت شده در آن کلیساها جمع می‌شود که ۹٪ از کل مالیات بر درآمد (۸٪ در بادن-وورتمبرگ) را به خود اختصاص می‌دهد. بسیاری از اعضا برای داشتن مالیات سبک‌تر، ترجیح می‌دهند دیگر به‌طور رسمی در کلیسای خود ثبت نام نکنند، زیرا کسانی که عضو نشوند وظیفه ندارند آن مالیات را بدهند. طبق یک مطالعه، تقریباً ۴۴٪ از افرادی که در سال ۲۰۱۸ در کلیسای خود ثبت نام نکرده‌اند، این کار را انجام داده‌اند تا از پرداخت مالیات کلیسا جلوگیری کنند. طبق مطالعه سال ۲۰۱۷ مرکز تحقیقات پیو، حدود ۲۰٪ افرادی که در هیچ کلیسایی ثبت نام نکرده‌اند خود را مسیحی می‌دانند. بنابراین، شمارش رسمی کلیساها ممکن است تعداد واقعی افرادی را که خود را کاتولیک یا پروتستان می‌دانند، دست کم بگیرند، همان‌طور که در سرشماری سال ۲۰۱۱ که داده‌های قابل مقایسه ای در مورد آمارهای مذهبی بر اساس خودشناسایی و ثبت کلیسا ارائه می‌دهد ذکر شده‌است.
طبق این آمار کلیساها، مسیحیت بزرگترین گروه مذهبی در آلمان است، با حدود ۴۵٫۸ میلیون پیرو (۵۵٫۰٪) در سال ۲۰۱۹ از این تعداد ۲۲٫۶ میلیون نفر کاتولیک (۲۷٫۲٪) و ۲۰٫۷ میلیون نفر پروتستان (۲۴٫۹٪) هستند.

### اعتقادات شخصی
| اعتقاد                                                         | % از کل جمعیت | % از کل جمعیت |
| -------------------------------------------------------------- | ------------- | ------------- |
| اعتقاد به خدا (یکتاپرستی)                                      | 60            | 60            |
| اعتقاد به خدا، مطلقاً مطمئن                                     | 10            | 10            |
| اعتقاد به خدا، نسبتاً مطمئن                                     | 37            | 37            |
| اعتقاد به خدا، نه چندان مطمئن                                  | 12            | 12            |
| اعتقاد به خدا، بی اطمینان                                      | 1             | 1             |
| اعتقاد به قدرت بالاتر یا نیروی معنوی (ایده‌گرایی)               | 9             | 9             |
| بی اعتقاد به خدا یا هر قدرت بالاتر یا نیروی معنوی (خداناباوری) | 27            | 27            |
| نمی‌دانم (ندانم‌گرایی) یا استنکاف از پاسخگویی                    | 4             | 4             |